# Francesca Halsall
Francesca Jean Halsall (Southport (Engeland), 12 april 1990) is een Britse zwemster. Ze vertegenwoordigde haar vaderland op de Olympische Zomerspelen 2008 in Peking. Op de kortebaan is Halsall houdster van de Europees records op de 100 meter vrije slag en de 4x100 meter wisselslag.

## Zwemcarrière
Bij haar internationale debuut, op de Gemenebestspelen 2006 in Melbourne, eindigde Halsall als vierde op de 100 meter vrije slag en werd ze uitgeschakeld in de halve finales van de 50 meter vrije slag. Samen met Melanie Marshall, Rosalind Brett en Amy Smith sleepte ze de zilveren medaille in de wacht op de 4x100 meter vrije slag, op de 4x100 meter wisselslag veroverde ze samen met Melanie Marshall, Kate Haywood en Terri Dunning de zilveren medaille. Op de Europese kampioenschappen zwemmen 2006 in Boedapest eindigde de Britse als vierde op de 100 meter vrije slag, op de 50 meter vrije slag strandde ze in de halve finales en op de 200 meter vrije slag in de series. Samen met Melanie Marshall, Kirsty Balfour en Terri Dunning veroverde ze de Europese titel op de 4x100 meter wisselslag, Op de 4x200 meter vrije slag eindigde ze samen met Melanie Marshall, Joanne Jackson en Caitlin McClatchey op de vierde plaats en op de 4x100 meter vrije slag eindigde ze samen met Melanie Marshall, Caitlin McClatchey en Rosalind Brett als vijfde. In Helsinki nam Halsall deel aan de Europese kampioenschappen kortebaanzwemmen 2006, op dit toernooi eindigde ze als vierde op de 50 meter vrije slag en als zesde op de 100 meter vrije slag. Op de 4x50 meter wisselslag legde ze samen met Elizabeth Simmonds, Kate Haywood en Rosalind Brett beslag op de bronzen medaille.
Tijdens de wereldkampioenschappen zwemmen 2007 in Melbourne werd de Britse uitgeschakeld in de halve finales van zowel de 50 als de 100 meter vrije slag. Samen met Melanie Marshall, Kirsty Balfour en Terri Dunning eindigde ze als vierde op de 4x100 meter wisselslag, op de 4x200 meter vrije slag eindigde ze samen met Caitlin McClatchey, Melanie Marshall en Joanne Jackson op de vijfde plaats en op de 4x100 meter vrije slag eindigde ze samen met Melanie Marshall, Julia Beckett en Rosalind Brett als achtste.
Op de Europese kampioenschappen zwemmen 2008 in Eindhoven, veroverde de Britse samen met Elizabeth Simmonds, Kate Haywood en Jemma Lowe de Europese titel op de 4x100 meter wisselslag, het kwartet verbeterde tevens het Europees record. Op de Britse kampioenschappen zwemmen 2008 in Sheffield plaatste Halsall zich voor de Olympische Spelen, op de 50 en de 100 meter vrije slag, de 100 meter vlinderslag en op alle estafettes. In Manchester nam de Britse deel aan de wereldkampioenschappen kortebaanzwemmen 2008. Op dit toernooi sleepte ze de zilveren medaille in de wacht op de 100 meter vrije slag en de bronzen medaille op de 50 meter vrije slag. Samen met Caitlin McClatchey, Julia Beckett en Melanie Marshall veroverde ze de bronzen medaille op de 4x100 meter vrije slag en op de 4x100 meter wisselslag legde ze samen met Elizabeth Simmonds, Kate Haywood en Jemma Lowe beslag op de bronzen medaille, het viertal wist ook het Europees record te verbeteren. Tijdens de Olympische Zomerspelen van 2008 in Peking eindigde Halsall als achtste op de 100 meter vrije slag en werd ze uitgeschakeld in de halve finales van de 50 meter vrije slag en in de series van de 100 meter vlinderslag. Op de 4x100 meter wisselslag eindigde ze samen met Gemma Spofforth, Kate Haywood en Jemma Lowe op de vierde plaats, het kwartet verbeterde tevens het Europees record. Samen met Caitlin McClatchey, Jessica Sylvester en Melanie Marshall eindigde ze als zevende op de 4x100 meter vrije slag, op de 4x200 meter vrije slag strandde ze samen met Joanne Jackson, Melanie Marshall en Hannah Miley in de series.

### 2009-heden
Op de wereldkampioenschappen zwemmen 2009 in Rome veroverde de Britse de zilveren medaille op de 100 meter vrije slag en eindigde ze als vijfde op de 50 meter vrije slag, samen met Gemma Spofforth, Lowri Tynan en Ellen Gandy eindigde ze als vierde op de 4x100 meter wisselslag. Op de 4x100 meter vrije slag eindigde ze samen met Caitlin McClatchey, Katherine Wyld en Amy Smith op de zevende plaats.
In Boedapest nam Halsall deel aan de Europese kampioenschappen zwemmen 2010. Op dit toernooi sleepte ze de Europese titel in de wacht op de 100 meter vrije slag, daarnaast mocht ze de zilveren medaille in ontvangst nemen op de 100 meter vlinderslag en de bronzen medaille op de 50 meter vrije slag. Samen met Gemma Spofforth, Kate Haywood en Amy Smith veroverde ze de Europese titel op de 4x100 meter wisselslag, op de 4x100 meter vrije slag legde ze samen met Amy Smith, Jessica Sylvester en Joanne Jackson beslag op de zilveren medaille. Tijdens de Gemenebestspelen 2010 in Delhi sleepte de Britse de gouden medaille in de wacht op de 50 meter vlinderslag, de zilveren medaille op de 50 meter vrije slag en de bronzen medaille op de 100 meter vrije slag. Op de 100 meter vlinderslag strandde ze in de halve finales. Samen met Amy Smith, Emma Saunders en Jessica Sylvester veroverde ze de zilveren medaille op de 4x100 meter vrije slag, op de 4x100 meter wisselslag legde ze samen met Gemma Spofforth, Kate Haywood en Ellen Gandy beslag op de zilveren medaille.
Op de wereldkampioenschappen zwemmen 2011 in Shanghai eindigde Halsall als vierde op zowel de 50 als de 100 meter vrije slag. Samen met Amy Smith, Caitlin McClatchey en Rebecca Turner strandde ze in de series van de 4x100 meter vrije slag, op de 4x100 meter wisselslag eindigde ze samen met Georgia Davies, Stacey Tadd en Ellen Gandy op de zesde plaats.
Op de wereldkampioenschappen zwemmen 2013 in Barcelona behaalde Halsall een bronzen medaille op de 50 meter vrije slag. Op de 50 meter vlinderslag viel ze met een vierde plaats net naast het podium. Samen met Jemma Lowe, Sophie Allen en Lauren Quigley eindigde Hallsall op de zesde plaats in de finale van de 4x100 meter vrije slag.

## Internationale toernooien
| Jaar | Olympische Spelen | WK langebaan                                                                                         | WK kortebaan                                                                                  | EK langebaan | EK kortebaan                                                                    | Gemenebestspelen                                                                                                  |
| ---- | --- | --- | --------------------------------------------------------------------------------------------- | --- | ------------------------------------------------------------------------------- | --- |
| 2006 | | | geen deelname                                                                                 | 9e 50m vrije slag · 4e 100m vrije slag · 18e 200m vrije slag · 5e 4x100m vrije slag · 4e 4x200m vrije slag · 4x100m wisselslag | 4e 50m vrije slag · 6e 100m vrije slag · 5e 4x50m vrije slag · 4x50m wisselslag | 11e 50m vrije slag · 4e 100m vrije slag · 4x100m vrije slag · 4x100m wisselslag                                   |
| 2007 | | 11e 50m vrije slag 9e 100m vrije slag 8e 4x100m vrije slag 5e 4x200m vrije slag 4e 4x100m wisselslag |                                                                                               | | geen deelname                                                                   | |
| 2008 | 10e 50m vrije slag 8e 100m vrije slag 21e 100m vlinderslag 7e 4x100m vrije slag 9e 4x200m vrije slag 4e 4x100m wisselslag | | 50m vrije slag · 100m vrije slag · 9e 50m vlinderslag · 4x100m vrije slag · 4x100m wisselslag | 4x100m wisselslag | geen deelname                                                                   | |
| 2009 | | 5e 50m vrije slag · 100m vrije slag · 7e 4x100m vrije slag · 4e 4x100m wisselslag                    |                                                                                               | | geen deelname                                                                   | |
| 2010 | | | geen deelname                                                                                 | 50m vrije slag · 100m vrije slag · 100m vlinderslag · 4x100m vrije slag · 4x100m wisselslag                                    | geen deelname                                                                   | 50m vrije slag · 100m vrije slag · 50m vlinderslag · 10e 100m vlinderslag · 4x100m vrije slag · 4x100m wisselslag |
| 2011 | | 4e 50m vrije slag 4e 100m vrije slag 9e 4x100m vrije slag 6e 4x100m wisselslag                       |                                                                                               | | geen deelname                                                                   | |
| 2012 | 8e 4x100m wisselslag 5e 4x100m vrije slag                                                                                 | | 50m vrije slag · 4e 4x100m wisselslag · 8e 4x100m vrije slag                                  | geen deelname | geen deelname                                                                   | |
| 2013 | | 50m vrije slag · 4e 50m vlinderslag · 6e 4x100m wisselslag                                           |                                                                                               | |                                                                                 | |

## Persoonlijke records
Bijgewerkt tot en met 5 augustus 2013

### Kortebaan
| Afstand          | Tijd    | Datum            | Plaats     |
| ---------------- | ------- | ---------------- | ---------- |
| 50m vrije slag   | 23,44   | 19 december 2009 | Manchester |
| 100m vrije slag  | 51,19   | 22 november 2009 | Singapore  |
| 200m vrije slag  | 1.53,79 | 19 december 2009 | Manchester |
| 50m vlinderslag  | 25,44   | 7 augustus 2009  | Leeds      |
| 100m vlinderslag | 55,71   | 18 december 2009 | Manchester |

### Langebaan
| Afstand          | Tijd    | Datum            | Plaats    |
| ---------------- | ------- | ---------------- | --------- |
| 50m vrije slag   | 24,11   | 2 augustus 2009  | Rome      |
| 100m vrije slag  | 52,87   | 31 juli 2009     | Rome      |
| 200m vrije slag  | 1.59,13 | 5 april 2008     | Sheffield |
| 50m vlinderslag  | 25,69   | 2 augustus 2013  | Barcelona |
| 100m vlinderslag | 57,40   | 13 augustus 2010 | Boedapest |